# Алькала Гальяно, Антонио
Анто́нио Алькала́ Галья́но (исп. Antonio Alcalá Galiano y Fernández de Villavicentio; 22 июля 1789, Кадис — 11 апреля 1865, Мадрид) — испанский политический деятель, писатель.

## Биография
В последовавшие за наполеоновскими войнами в Испании годами реакции 1814—1819 Алькала Гальяно был одним из руководителей масонской ложи в Кадисе. Участвовал в военном восстании Р. Риего-и-Нуньеса, приведшем к восстановлению конституционного строя в Испании в 1820 году. Во время революции 1820—1823 годов — один из видных деятелей эксальтадос. В 1822—1823 годах — депутат кортесов. После поражения революции Алькала Гальяно эмигрировал в Англию. Вернулся на родину после амнистии 1834 году. Примкнул к партии умеренных (модерадос). В 1834 году — министр морского флота. В 1865 г. — министр экономики Испании.

## Сочинения
- Recuerdos de un anciano (1878)
- Memorias (1886)
- Lecciones de literatura española, francesa, inglesa e italiana del siglo XVIII
- Lecciones de derecho político y constitucional (1843).
- Apuntes para servir a la historia del origen y alzamiento del ejército destinado a Ultramar en 1 de enero de 1820
- En el álbum de la señorita de Gaviria (сонет)